# Петрівка (Степанівська сільська громада)
Петрі́вка — село в Україні, у Степанівській сільській громаді Роздільнянського району Одеської області. Населення становить 47 осіб.

## Історія
В 1936 році залюднений пункт — ім. Г. І. Петровського (колгосп ім. Г. І Петровського) Вербанівської сільської ради Гросулівського району був переданий до складу Роздільнянського.
Станом на 1 вересня 1946 року хутір Петрівка був в складі Шевченківської сільської Ради.

## Населення
Згідно з переписом УРСР 1989 року чисельність наявного населення села становила 48 осіб, з яких 20 чоловіків та 28 жінок.
За переписом населення України 2001 року в селі мешкали 32 особи.

### Мова
Розподіл населення за рідною мовою за даними перепису 2001 року:
| Мова       | Відсоток |
| ---------- | -------- |
| українська | 68,75 %  |
| російська  | 21,88 %  |
| молдовська | 9,38 %   |